# 阿扎德 (毛主义者)
切鲁库里·拉杰库马尔（Cherukuri Rajkumar；1952年—2010年7月1日），别名阿扎德（Azad），是印度共产党（毛主义）中央政治局委员及其发言人。 2010年7月1日，他在一次遭遇战中被安得拉邦警察杀害。 

## 生平
出生于安得拉邦克利須那縣。就读于西尼克学校（Sainik School Korukonda）， 1970年代毕业于瓦朗加尔地区工程学院。在安得拉大学工程学院获技术硕士学位。成为激进学生会领导人。于1975年和1978年被捕，并弃保潜逃，头上有120万卢比的悬赏。在1979年转入地下。除了威胁和恐吓外，他在安得拉邦警方没有任何记录。加入印度共产党（马列）人民战争后，他代表印度共产党（马列）人民战争进行武器交易和武器培训。印度共产党（毛主义）成立后，他主要处理党的政治事务。拉杰库马在地下活动了30年，使用的别名包括马达夫（Madhav）、 甘格达尔（Gangadhar）、马杜（Madhu）和乌代（Uday）。他被指控于2005年8月15日在马布那加尔县杀害国会议员c Narsi Reddy和其他10人。2010年7月1日在遭遇战中被安得拉邦警察杀死。

## 遭遇战
2010年7月1日，在靠近马哈拉施特拉邦边境和阿迪拉巴德县Sarkapalli的Jogapur森林地区，他和其他几人被安得拉邦警察杀害，包括记者潘迪（Hemchandra Pandey）。警方发现了一把AK-47，一把9毫米口径的手枪和装有食物的背包。根据警方说法，这次冲突于2010年6月30日晚上10点左右开始，一直持续到第二天上午3时30分，20名毛派武装人员参与了交火。 毛派同情者瓦拉瓦拉·拉奥向安得拉邦高等法院提交了请愿书，然而，高等法院驳回了请求。 潘迪的妻子和斯瓦米·阿格尼维什（Swami Agnivesh）向法庭提交了一份请愿书，要求对这起遭遇性谋杀进行独立调查。印度最高法院于2011年4月下令印度中央調查局展开调查，2012年3月印度中央調查局向最高法院提交了调查报告，称这次遭遇是真实的。 最后，2012年3月16日，最高法院在审查报告后得出结论认为，这次遭遇不是一次假的遭遇。 法庭认为“他们（印度中央調查局）进行了艰苦彻底的调查”。“我们已经仔细检查了事件的顺序。”它表示，表面上看，这并不是一次假遭遇战。“我仔细阅读了报告”，阿拉姆法官说。法官同意辩护律师Prashant Bhushan的请求，允许他审查印度中央調查局的最后报告，该报告认为这次事件是一次真遭遇战。法院驳回了重新调查的请求。